# ムルマンスク
ムルマンスク（ムールマンスクとも、ロシア語：Мурманск、キルディン・サーミ語: Мурман ланнҍ）は、ロシア連邦・ムルマンスク州の州都。人口は約27万人（2021年）。
モスクワから北へ約2000km、コラ半島の北岸、バレンツ海からコラ湾を50kmほど南に入った東沿岸にあり、ノルウェーやフィンランドとの国境に近い。北極圏最大の都市で、漁業と海運業を主産業とする連邦最大の港湾都市のひとつでもある。ソビエト連邦政府から「大祖国戦争」（第二次世界大戦の独ソ戦）において大きな活躍をしたことから「英雄都市」の称号を授与されている。
暖流の北大西洋海流の影響で海は1年を通して凍結することがなく、世界最北の不凍港の一つ（緯度はハンメルフェスト等の方が高い）である。そのためソビエト連邦時代からの軍港であり、現在も海軍の基地を有している。また緯度の割にはあまり寒くなく、平均気温は最も寒い1月でも氷点下8-13度ほどである。しかし夏は冷涼で、7月の平均気温は摂氏15度にも達しない程度である。ケッペンの気候区分では「Df」（冷帯湿潤気候）に属するが、夏は低温であるため、「ET」（ツンドラ気候）に近い気候であると言える。

## 名称
「ムルマンスク」という名前は「ムルマンにある町」を意味している。
1916年の設立時にはロマノフ朝にちなんでロマノフ・ナ・ムールマネ（Рома́нов-на-Му́рмане、ムルマンのロマノフ）と名付けられたが、1917年の二月革命の後に改称された。

### 「ムルマン」の語源
かつてロシア人は、古代ノルウェー人「ノルマン」のことを「ムルマン」と呼んでいた。その後この名称は、異国人が関係したことによって事件が起きた土地のことを言うようになった。バレンツ海沿岸を「ムルマン」と名づけるようになり、続いてコラ半島全体をそう呼ぶようになった。

## 歴史

### 基本
19世紀の1870年代、北極圏に港町を建設する計画がなされた。その後アレクサンドル3世の時期、セルゲイ・ヴィッテらが、大西洋に面した不凍港ムルマンまで長大な鉄道を敷設して大洋艦隊の基地を建設し、従来のバルト海の軍港に代えるという構想を提案した。しかし1894年にアレクサンドル3世が没しニコライ2世が皇帝に即位すると、ムルマン開発案は却下され、バルト海艦隊の新たな母港・要塞をフィンランド湾外のリバウ（現・ラトビアのリエパーヤ）に建設して旅順とリバウの東西二か所に要塞艦隊を設けることにされた。
1912年、新地調査の為、地理学者フョードル・リトケ率いる最初の調査団がムルマンにやって来た。3年後の1915年、第一次世界大戦時に、コラ半島に鉄道が開通したことに伴い、バレンツ海のコラ湾右岸にムルマンスク港が創設された。バルト海や黒海の封鎖環境の中で、協約に則り同盟国から軍事物資を円滑に調達する目的で、この創設は不凍湾を通過して氷で覆われた北の海の出口を求めていたロシアの利欲と関係があったのである。公式データによると、市の創設は1916年10月4日とされている。この日、現在セルゲイ・キーロフから名前が付けられた文化技術宮殿がある小高い丘の上で、航海士の庇護者ニコライ・ミルリキスキーに敬意を表し荘厳な寺院起工式が行われた。町はロシア帝国の中で創設された最新の町となり、この町を「ロマノフ・ナ・ムールマネ」と呼んだ。半年後の1917年3月4日、つまり二月革命後に、町は現在の名称であるムルマンスクという名前を受けた。

### 革命と内政武力干渉
1917年、ペトログラード（現在のサンクトペテルブルク）での十月革命勝利後、ムルマンスクに暫定革命委員会が設立され、首長としてボリシェヴィキがこれを占めた。しかし二月革命までコラ湾での投錨許可を与えるという戦艦協約から、1918年3月には、既に上陸部隊が沿岸に武装上陸した。これが内政武力干渉の始まりだった。1919年に町の政権は白衛軍のところに戻り、北部暫定政府は白衛軍総司令官アレクサンドル・コルチャークの最高権力を承認した。しかしながら、1919年秋には共産主義革命に干渉するために白衛軍の支援をしていた連合国軍（イギリス・アメリカ）はムルマンスクからの撤退を余儀なくされ、コルチャーク率いる白衛軍は急速に力を失っていった。1920年2月21日には町でボリシェヴィキによって組織された暴動が勃発し、ボリシェヴィキが再び政権を奪取した。

### 戦前
1920年初めまでムルマンスクの人口は2,500人以下で減少状態であった。産業は家内制手工業の協同企業が主で、漁業は衰退に陥っていた。町には2、3本の通りがあり、通りに沿って平屋のアパート群、密集した仕事小屋、無秩序に存在するあばら小屋群、武力干渉者たちによって放置された半円型屋根に鉄製襞が付いた「チェモダーン(ロシア語で「鞄」という意味)」と呼ばれる建物群、住居下へ用いられた鉄道車両が立ち並んでいた。町は「赤い村」というあだ名を貰っていた、というのも住居の室内に適用された色が赤い色だったからである。
1920年代に町は急速に発展し、最初の5年間で「ロシアの産業中心地のひとつ」に数え上げられるまでになった。ムルマンスクはその間には現在の艦艇と沿岸基地を見つけ、産業都市になっていった。
工場の建屋が出現し、漁業産業基地が建設された。トロール漁船団が創設され発展していった。以前、水産加工や造船修理目的の軍事工場があった場所には漁港が建設され、これもまた急速に発展した。そして数年後には、国は既にムルマンスク地元民から年間200ツェントネル(=20万キログラム)の魚を受け入れるようになった。
木造の歩道と傍には1、2階建ての校倉が立ち並んだ通りが敷設された。1927年に、今日まで残存した初の煉瓦作りの多階建ての建物が出現した。1934年には、ムルマンスク市の北のはずれから市南部まで運行する初のマルシュルート式バスが開通した。また同じ頃、レニングラードまでの特別急行列車「クラースナヤ・ストレラー（赤い矢）号」が往復し始めた。1939年に初めて町のレニングラーツカヤ通りにアスファルト舗装が開始された。第二次世界大戦の始まりまでにムルマンスクで既に石製建造物が数十軒数えられ、町の人口は12万人に達していた。

### 大祖国戦争下のムルマンスク
大祖国戦争の始まった1941年には、フィンランドからドイツ軍は、ムルマンスクの攻略とムルマンスク鉄道の遮断を目的として、銀狐作戦を実施した。フィンランド領ペツァモからは、ドイツの山岳軍団2個師団がムルマンスクを目指して進撃した(白金狐作戦)が、ムルマンスクより約65km西のリスタ川で、ソ連軍部隊の抵抗にあい進撃は停止し、9月にこの攻勢作戦は中止となった。フィンランド中部から、カンダラクシャとルウキを目指した別の作戦、北極狐作戦も行われたが、これらも失敗して、作戦は11月に打ち切られた。
1942年には、アメリカの膨大なレンドリース法の援助物資が、バレンツ海船団により、ムルマンスクとアルハンゲリスクに流れ込んでいることが明らかになり、ドイツ軍は、空軍と海軍の戦力をノルウェーに集積した。空軍の作戦機は、約260機に及んだ。これらの空軍機は、バレンツ海船団の攻撃とムルマンスクの空爆を行った。ムルマンスクの空爆は、独ソ戦でドイツ空軍がおこなった空爆としては、スターリングラードに次ぐ規模で、ムルマンスク市街の大半は焼失した。1942年11月に、連合軍がトーチ作戦で、北アフリカに上陸すると、ノルウェー北部のドイツ空軍のほとんどは、地中海戦域に転用されて、ドイツ空軍によるムルマンスクへの脅威は去った。
大戦中を通じて、レンドリース法の援助物資は、バレンツ海船団によりムルマンスクとアルハンゲリスクにもたらされた。ソ連へのレンドリース法物資の約半分が太平洋ルート、ペルシャ湾ルートとバレンツ海ルートが、それぞれ約4分の1ずつであったが、ペルシャ湾ルートは、本格的に稼働したのは1943年になってからで、太平洋ルートは、日本が臨検する可能性があるので、兵器・弾薬などは積めないことになっていた。バレンツ海ルートは、もっとも早期に立ち上がったルートで、ソ連の勝利に大きく貢献した。

### 戦後

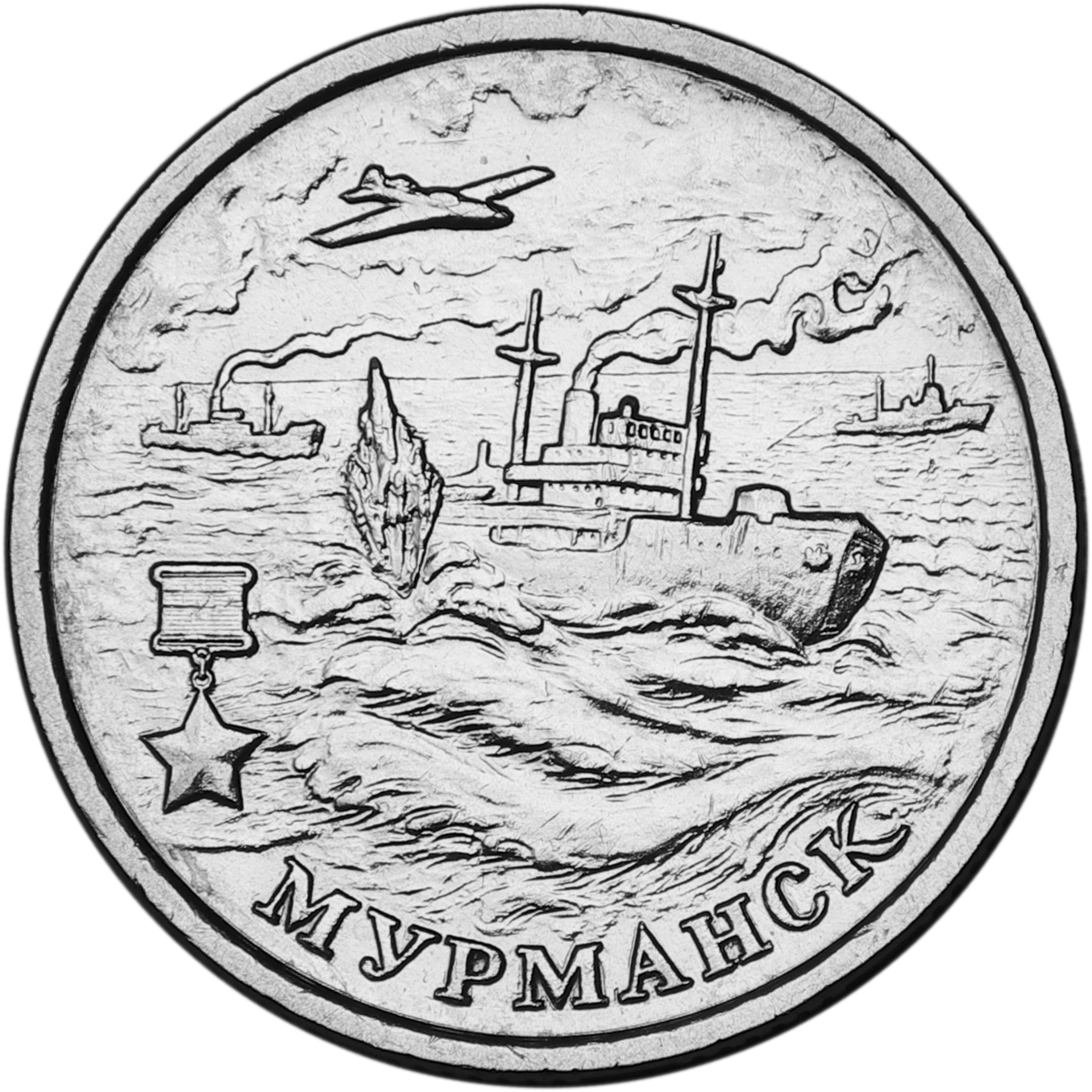
ムルマンスクに敬意を表して2000年に発行された2ルーブル記念硬貨

大祖国防衛戦争終結に近い頃には、町は実に壊滅状態だった。残っていたものといえば港湾施設と3軒の建物ぐらいであった。1945年11月に政府の決議でムルマンスクは国内15都市のうち、モスクワ・レニングラードと並んで復興最優先課題の1つとして挙げられた。町の発展に1億ルーブルが分与された。町は十分なほど急速に復興した。戦後最初の10年間は産業施設、社会インフラ、学校、幼稚園、託児所、映画館、クラブ、テレビ局が建設された。1952年までには既に住宅建設がハイピッチで進められ、人口密度が戦前のレベルに到達した。次の10年間で住民が住める住宅容量は3倍に膨らんだ。住宅建築共同体が導入を開始してから建設会社は、煉瓦建設工法から建造物組立工法へと移行した。1963年にソビエト連邦閣僚会議は、町の将来に向けての計画的な発展が多く盛り込まれた「アルハンゲリスク市とムルマンスク市の発展について」の決議を採択した。
20世紀の1970年代末から1980年代初期には町は逞しく成長した。ペールヴォマイスカヴァ地域およびオクチャーブリスカヴァ地域東部の一部(非公式では「東部地域」として分離しているが)の基本的な住宅建設は、区画整理された9階建ての集合住宅である。市中心はスターリン様式の建造物が優勢を占め、レーニンスキー地区の主要部には「フルシチョフカ」と呼ばれるフルシチョフ様式の建造物が建立し、「ポルバーラカ」と呼ばれる木造1階建てや木造2階建ての住宅も見つけることが出来る。
冷戦期にはソ連海軍の潜水艦の基地であった。ソビエト連邦の崩壊の後も、ロシア海軍の北方艦隊、原子力潜水艦の基地として重要な都市である。

### 功績
産業生産の発達に従い産業課題の解決に尽力したことが讃えられ、1971年にムルマンスク市に労働赤旗勲章が贈られた。また祖国防衛戦争時、ドイツ軍との戦いの中で住民が勇敢さと不屈さを顕にし、そして農業および文化構築において成功を収めたことを讃え、1982年には第一級祖国戦争勲章が贈られた。1985年には祖国防衛戦争時の功績を讃え、ムルマンスク市に対してソ連政府発行の勲章の中では最高章であるレーニン勲章と金星賞の授与と共に、「英雄都市」の称号が与えられた。

## 地理

### 地理的配置
ムルマンスクは、永久凍土地帯が広がる北極圏内にある都市の中では世界最大である。
ムルマンスクは、入海から50km離れたコラ湾東の岩場の多い沿岸に沿って20kmに亘って広がっている。また、ムルマンスクはモスクワから1967km、ペテルブルクから1448km北上したところに位置する。
ムルマンスク市から16km離れたところに、北方艦艇基地がある閉鎖都市セヴェロモルスク市がある。また、ムルマンスク市とセヴェロモルスク市の間には、ロスリャーコヴォ村、サフォーノヴォ村、サフォーノヴォ-1村などの衛星村落がある。
最も近い都市は南方にある古い町コラ市である。ムルマンスク市はこの町の辺境にあるいくつもの小さな地域によって広がりながら既に到達した。
市の東西には森林地帯が広がる。この市の最高地点は東部市境にある無名小山で標高305mである。

### タイムゾーン
ムルマンスク市を含むムルマンスク州は、モスクワ時間を使用している。
時差はUTC+3時間で夏時間は無い。

### 気候
ムルマンスクは、北極-北西温帯気候に属する。ムルマンスクの気候は、北大西洋海流に強い影響を受けるバレンツ海と密接な関係がある。
暖流の北大西洋海流の影響で海は1年中凍結することがなく、世界最北の不凍港である。そのためソ連時代からの軍港であり、現在も海軍の基地を有している。
ケッペンの気候区分では「Df」（冷帯湿潤気候）の北部の型に該当するが、極側に位置し且つ沿岸部では寒流の影響もあり夏季はかなり低温であるため、「ET」（ツンドラ気候）に近い気候であると言える。
この要因が、北極圏内にある他の大部分の都市と大きく異なる原因となっている。緯度の割にはあまり寒くなく、1‐2月の平均気温は-9‐-10℃である。北大西洋海流によってもたらされる温暖な気温と密接な関係にあるせいで、寒い陽気の到来が通常他の北方地域よりも大体ひと月遅れてやって来る。
ムルマンスクの風は、モンスーン(季節により異なる風)の特徴を持つ。冬季は、大陸の方から乾燥凍結した天気をもたらす南風が優勢を占める。ところが夏季は、バレンツ海の方から湿潤な湿度が到来し、十分涼しい天気をもたらす北風に変わる。風の変化は大体、6月と9月に生じる。
7月の平均気温は13.2℃で、月の3分の2は雨天に占められている。ムルマンスクの降水量の大部分(約500mm以上)は6‐9月に降り、曇雨天日と降雨日のピークは8月である。史上最低気温は-39.4℃、史上最高気温は32.9℃である。ムルマンスク市の緯度では、極夜は12月2日〜1月11日まで続き、白夜は5月22日〜7月22日まで続く。

#### 一覧表
| ムルマンスク（1991～2020）の気候 | ムルマンスク（1991～2020）の気候 | ムルマンスク（1991～2020）の気候 | ムルマンスク（1991～2020）の気候 | ムルマンスク（1991～2020）の気候 | ムルマンスク（1991～2020）の気候 | ムルマンスク（1991～2020）の気候 | ムルマンスク（1991～2020）の気候 | ムルマンスク（1991～2020）の気候 | ムルマンスク（1991～2020）の気候 | ムルマンスク（1991～2020）の気候 | ムルマンスク（1991～2020）の気候 | ムルマンスク（1991～2020）の気候 | ムルマンスク（1991～2020）の気候 |
| 月                               | 1月                              | 2月                              | 3月                              | 4月                              | 5月                              | 6月                              | 7月                              | 8月                              | 9月                              | 10月                             | 11月                             | 12月                             | 年                               |
| -------------------------------- | -------------------------------- | -------------------------------- | -------------------------------- | -------------------------------- | -------------------------------- | -------------------------------- | -------------------------------- | -------------------------------- | -------------------------------- | -------------------------------- | -------------------------------- | -------------------------------- | -------------------------------- |
| 最高気温記録 °C （°F）           | 7.0 (44.6)                       | 6.6 (43.9)                       | 9.0 (48.2)                       | 17.6 (63.7)                      | 29.4 (84.9)                      | 30.8 (87.4)                      | 32.9 (91.2)                      | 30.2 (86.4)                      | 24.2 (75.6)                      | 15.0 (59)                        | 9.6 (49.3)                       | 7.2 (45)                         | 32.9 (91.2)                      |
| 平均最高気温 °C （°F）           | −6.5 (20.3)                      | −6.4 (20.5)                      | −1.9 (28.6)                      | 2.9 (37.2)                       | 8.4 (47.1)                       | 13.8 (56.8)                      | 17.7 (63.9)                      | 15.3 (59.5)                      | 10.7 (51.3)                      | 3.6 (38.5)                       | −1.8 (28.8)                      | −4.1 (24.6)                      | 4.3 (39.7)                       |
| 日平均気温 °C （°F）             | −9.6 (14.7)                      | −9.3 (15.3)                      | −5.1 (22.8)                      | −0.3 (31.5)                      | 4.6 (40.3)                       | 9.4 (48.9)                       | 13.2 (55.8)                      | 11.5 (52.7)                      | 7.6 (45.7)                       | 1.6 (34.9)                       | −5.0 (23)                        | −6.8 (19.8)                      | 1.0 (33.8)                       |
| 平均最低気温 °C （°F）           | −12.7 (9.1)                      | −12.3 (9.9)                      | −8.2 (17.2)                      | −3.3 (26.1)                      | 1.5 (34.7)                       | 5.9 (42.6)                       | 9.6 (49.3)                       | 8.3 (46.9)                       | 5.1 (41.2)                       | −0.3 (31.5)                      | −6.2 (20.8)                      | −9.6 (14.7)                      | −1.9 (28.6)                      |
| 最低気温記録 °C （°F）           | −39.4 (−38.9)                    | −38.6 (−37.5)                    | −32.6 (−26.7)                    | −24.0 (−11.2)                    | −10.3 (13.5)                     | −2.8 (27)                        | 1.7 (35.1)                       | −2.0 (28.4)                      | −10.1 (13.8)                     | −21.2 (−6.2)                     | −32.2 (−26)                      | −34.9 (−30.8)                    | −39.4 (−38.9)                    |
| 降水量 mm （inch）               | 33.6 (1.323)                     | 24.1 (0.949)                     | 28.7 (1.13)                      | 28.8 (1.134)                     | 37.4 (1.472)                     | 55.5 (2.185)                     | 65.6 (2.583)                     | 71.0 (2.795)                     | 54.4 (2.142)                     | 55.9 (2.201)                     | 35.5 (1.398)                     | 36.9 (1.453)                     | 527.4 (20.765)                   |
| 平均降雨日数                     | 0                                | 0                                | 1                                | 3                                | 11                               | 19                               | 22                               | 23                               | 21                               | 9                                | 2                                | 0                                | 111                              |
| 平均降雪日数                     | 25                               | 23                               | 22                               | 14                               | 7                                | 1                                | 0                                | 0                                | 0                                | 9                                | 20                               | 24                               | 145                              |
| % 湿度                           | 84                               | 83                               | 80                               | 73                               | 72                               | 70                               | 75                               | 79                               | 80                               | 83                               | 86                               | 85                               | 79.2                             |
| [ 要出典 ]                       |                                  |                                  |                                  |                                  |                                  |                                  |                                  |                                  |                                  |                                  |                                  |                                  |                                  |

資料: Погода и климат

### 河川湖沼

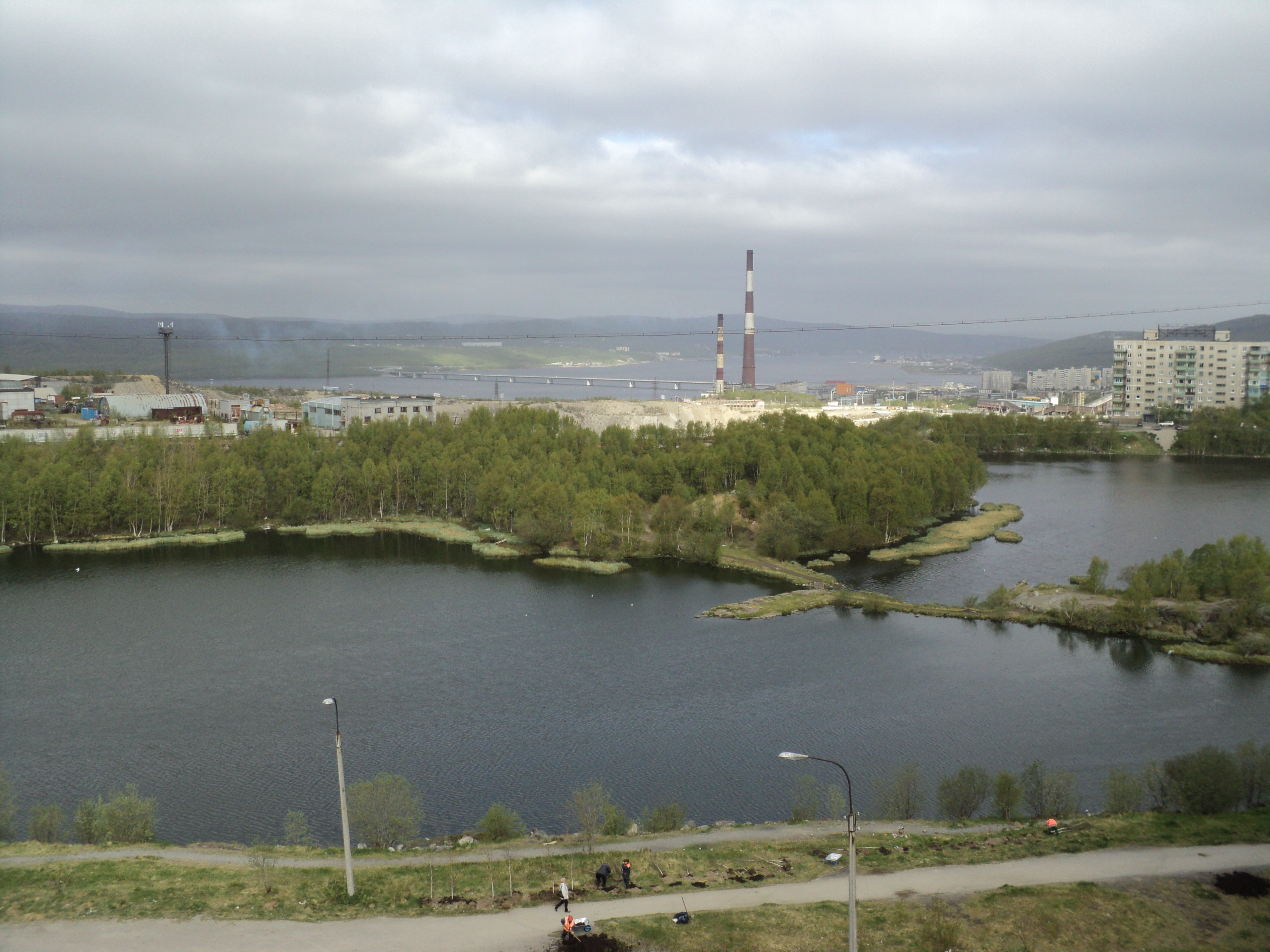
グルボーキエ湖

ムルマンスク市には湖が沢山ある。

#### 湖
シェルバコーヴァ通りとマラータ通り、ドリーナウユータにそれぞれ、
- セミョーノフスコエ湖、
- スレードニェエ湖、ボリショエ湖、
- ピチエヴォエ湖、
- オクニェヴォエ湖、
- ポルチャンカ湖、
- レドーヴォエ湖、
- グルボーキエ湖、
- カリエールノエ湖、
- ベジミャンヌィエ湖

#### 源泉と川
また、ムルマンスク市には6つの源泉と3つの川
- ヴァルニーチヌィ川
- トゥリフォーノフ川
- ファデーエフ川

がある。
産業都市になる前は、そこに鱒や鮭が棲んでいた。

### 行政区分

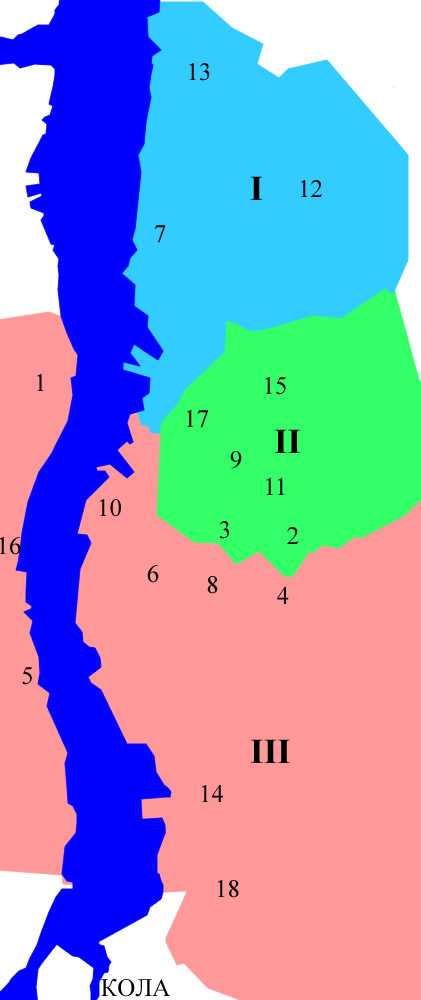
ムルマンスクの行政区分

出典：Административное деление Мурманска
ムルマンスク市の面積は138,98km2。
町は、大きく分けて
- レニンスキー地区
- オクチャーブリスキー地区
- ピェルヴォマイスキー地区

の3地区に分けられている。

#### 3地区内にある各地域の歴史的表示
- 市中心
- ボリニーチヌィ地域
- ジルストロィ地域
- ペトゥシーンカ地域
- プラニョールノエ・ポーレ地域
- グヴァルジェイスキー地域
- ノーヴォエ・プラート地域
- スカーリヌィ地域(ヴァストーシヌィ地域)
- ロスタ地域
- ゼリョーンヌィ・ムィース地域
- プロムゾーナ地域
- セーヴェルノエ・ナゴールノエ地域
- ユージュノエ・ナゴールノエ地域(ユージュヌィ地域)
- カーメンノエ・プラート地域
- ドリーナ・ウユータ地域
- トゥリ・ルーチヤ地域
- ドゥローヴィノエ地域
- アブラム・ムィース地域

### 計画と建設

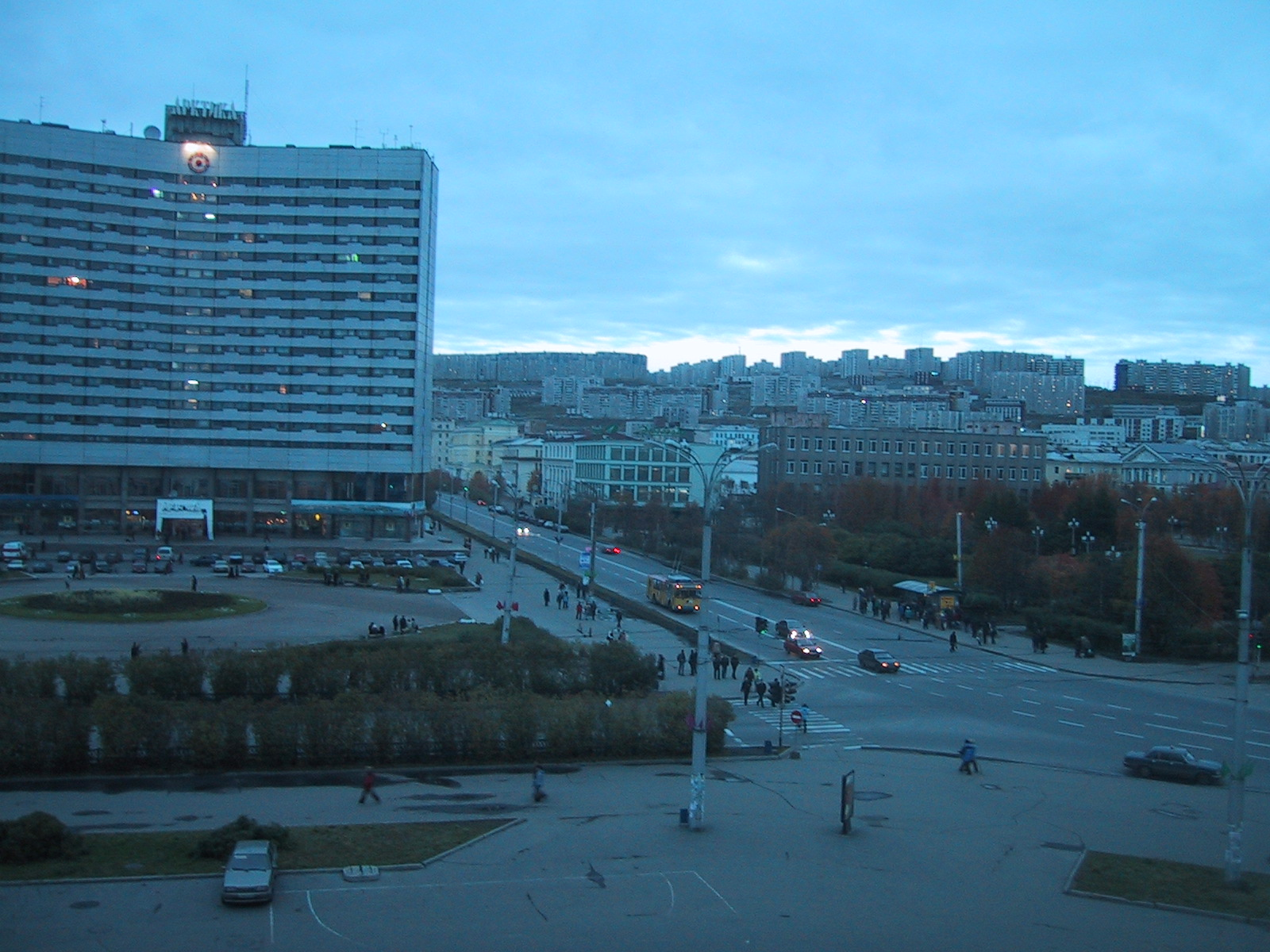
ムルマンスク市中心(ピャーチ・ウグローフ広場)

町は、計画と建設の特殊性を決定する高低差が大きい丘の上に位置する。丘の上に建っている数多くの集合住宅は、階段状の基礎でできており、段数が変化する。
なお、16階よりも階数の大きい集合住宅はムルマンスク市に存在しない。なぜならば、永久凍土と厳しい気候が多階数集合住宅の建設を阻害するからである。この町の名所に挙げられている16階建てのホテル「アルクチカ」が最も高い建物である。
9階建てパネル式集合住宅は、しばしば色とりどりのモザイクで装飾されており、通りには色彩豊かな装飾石を見ることができる。
地元民は色彩不足による飢えから克服しようとしている。と言うのも冬になればムルマンスクの町では基本的な色といえばモノクロだからであり、雪が降りしきる冬が約8か月続くからである。
この市には、これまでにバラック小屋が保存されていた小さな地域があった。

## 人口
|  |

ソ連時代、ムルマンスクは劇的に発展し、1980年代末期には人口は最大に達したが、ソビエト連邦の崩壊後は主に首都圏への移住によって人口のほぼ3分の1が流出した。
2002年全ロシア国勢調査によると、1989年から2002年までの人口流出は、人口が100,000人以上のロシアの都市の中で、ムルマンスクは戦争で崩壊したグローズヌィに次いで第2位を占めた。
| 年       | 1917 | 1920 | 1926 | 1939 | 1959 | 1970 | 1979 | 1989  | 1992  | 2002  | 2005  | 2006  |
| -------- | ---- | ---- | ---- | ---- | ---- | ---- | ---- | ----- | ----- | ----- | ----- | ----- |
| 人口[千] | 15   | 2.5  | 9    | 119  | 222  | 309  | 382  | 472.3 | 468.3 | 338.2 | 325.1 | 320.9 |

## 行政と議会
ムルマンスク市代表議会の決定が受理された市法令に準じ、一般平等直接選挙法をベースに無記名投票で市長(ムルマンスク市長)が選出され、5年毎に改選される。
地方自治の代表機関であるムルマンスク市議会は、30名の代議士で構成され、5年毎に改選される。

### 歴史
最初の市長になったのは、オレグ・ナイジョーノフであった。彼は町の行政を11年間にも亘って主宰した。彼の在職期間中、町の社会計画が多く受け入れられた。
ムルマンスクの「名刺」とも言うべき町の顔もまた登場した。それは、灯台、スパス・ナ・ヴァダフ寺院とセミョーノフスコエ湖の公園である。
結局、脳の病気が発症し、オレグ・ナイジョーノフは2003年の5月23日、55歳の時に市長としての任務を終えた。
2003年9月7日の市長選挙でゲンナージー・グリヤノフが当選した。しかし、わずか一か月後、発作のせいで彼は執務不能であることが認められたため、一年後、彼は全権を退いた。
2004年秋に期限前選挙が行われ、その結果、ミハイル・サフチェンコが当選した。
任期満了に伴う市長選挙が2009年3月に行われた。決選投票の末、現職のミハイル・サフチェンコを25%以上の差で破りセルゲイ・スボーチンが当選した。

## 経済

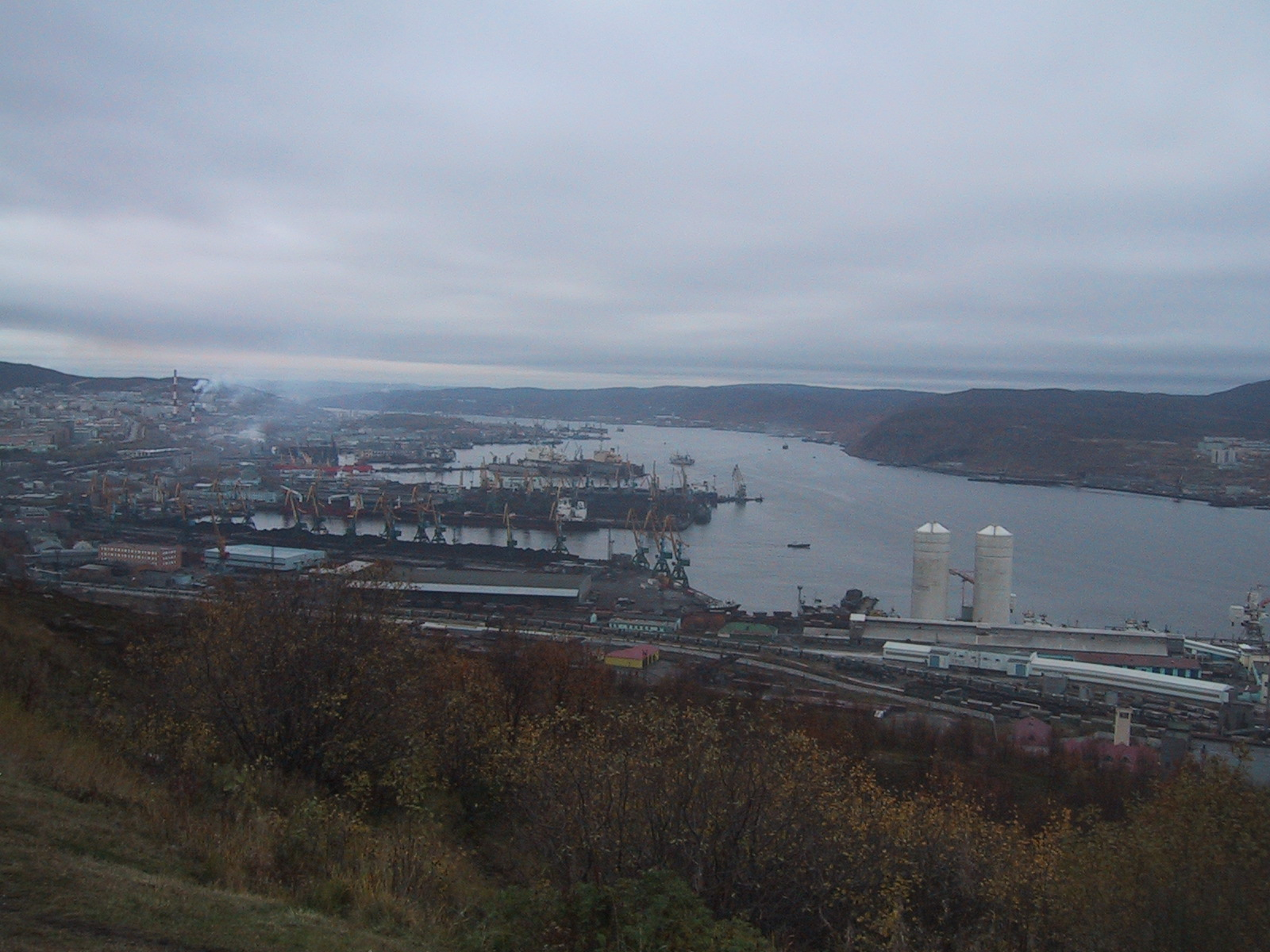
ムルマンスク港湾

### 産業
ムルマンスクの産業の基本的部門は次の産業である；漁業、海運業、船舶修理、鉄道および陸運、鉱業、食品製造業、原子力砕氷船の母港、北極海大陸棚での海洋地質学による調査と開発。
地域にある企業としては、ムルマンスク海運会社、漁協「サユーズ・ルィバプロムィーシュレンニコフ・セーヴェラ」、造船会社「セヴモルプチー（Севморпуть）」、海洋開発会社「アルクチクモルテフテガズラズヴェートカ（Арктикморнефтегазразведка）」、科学調査企業「モルゲオ（Моргео）」や、漁獲部門では最大手の「ムルマンスキー・トラローヴィ・フロート」などがある。
基本的な生産製品は水産加工品、缶詰、金属製品、産業機械、包装材である。また、北極圏での石油・ガス田の生産にも寄与している。

### 輸送

#### 港
ロシアで重要な不凍港の1つであるムルマンスク港は、町の経済の基本となっている。ムルマンスクでは北方海洋航路が始められている。ムルマンスク港は、世界最大級の バーク型帆船「セドーフ」 の船籍港である。2007年の5月に、ムルマンスク港の中に経済特区を建設する許可が受け入れられた。
ムルマンスク港は漁港、貿易港と客船用港の3つのパートに分かれている。現在では、石炭の輸出の急激な増加で、貿易港による他港排斥傾向がみられる。なぜならば、ムルマンスクは鉄道で運ばれてきた石炭を降ろし輸出する「積換地点」として機能しているからである。
それと同時に魚の入港が著しく減少した、というのも国内に卸すのではなく輸出した方が、外貨獲得に都合が良くなったからである。

#### 鉄道

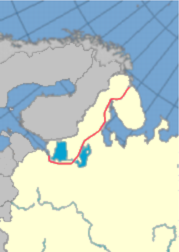
キーロフ鉄道

出典：Мурманское отделение Октябрьской железной дороги
町の経済の中で、十月鉄道支社ムルマンスク地域部が重要な役割を持っている。自動車や船舶による運搬が発達してきているのにもかかわらず、貨物の大部分は正に鉄道により運搬されている。ムルマンスクで鉄道は電化されている。乗客と貨物の大部分は南方へ運搬される。
- キーロフ鉄道（英語版）（改名前:ムルマン鉄道、ムルマンスクとサンクトペテルブルクをつなぐ）

#### 自動車交通
ムルマンスクは、サンクトペテルブルク - ムルマンスクを結ぶコラ幹線道路(1982—2018年までM18、2018年以降はР-21コラ)の終点である。2005年に北極圏最長となったコラ湾橋がコラ湾に開通された。そのお蔭で、ムルマンスクからコラ湾西岸にある孤立していた町へのアクセスが容易になった。と同時にムルマンスクは、ノルウェーに向かう幹線道路A138と、フィンランドへ向かう幹線道路P12の始点でもある。

#### 空の交通
出典：Аэропорт ≪Мурманск≫
ムルマンスク空港はムルマシー村の中にあり、ムルマンスク市からは23km離れたところにある。ムルマンスク空港からモスクワ、サンクトペテルブルクへの便は毎日運行されており、ロシア国内の他都市やノルウェー行きの便もある。

#### 町の交通
出典：Мурманский троллейбус, Мурманский автобус
町の交通は、バスとトロリーバスによって供給されている。世界最北にあるムルマンスクのトロリーバスは2007年時点で、2番,3番,4番,6番,10番の合計5系統ある。1918年から1934年にムルマンスク市でガソリンで稼動する狭軌の市電があったが、バスの出現により廃止となった。バス交通はバス会社「アフトカロナ1118」で実施されている。20以上のマルシュルートカ（バン型或いはワンボックス型の小バス、乗り合いタクシー）が他地域の連絡を補完するようにして稼動している。

## 科学
ムルマンスクは多大な科学研究の可能性を持っている。ムルマンスクには海洋生物研究所があり、そこでは海洋生物資源の状況が研究され、環境モニタリングを実施している。極地研究所やクニポービッチ記念極地海洋漁業科学研究所(ПИНРО)もまた、国内外で知られている。
科学機関（団体）の研究の主な目的は、東欧海域と北大西洋海域における合理的漁業のための生物学的基礎研究と、資源の状況および魚類・無脊椎動物の漁獲条件から裏付けられた予測により漁業団体を保障することである。極地海洋漁業科学研究所は、ノルウェー、ファレール諸島とグリーンランドとの漁業開発協力委員会の活動に参加している。2局プロジェクトの範囲内で、ノルウェー、フィンランド、カナダ、スペイン、ドイツ、グリーンランド、ファレール諸島の科学センターとの緊密な協同作業が行われている。

## 教育
出典：Высшие учебные заведения Мурманска, Средние учебные заведения Мурманска

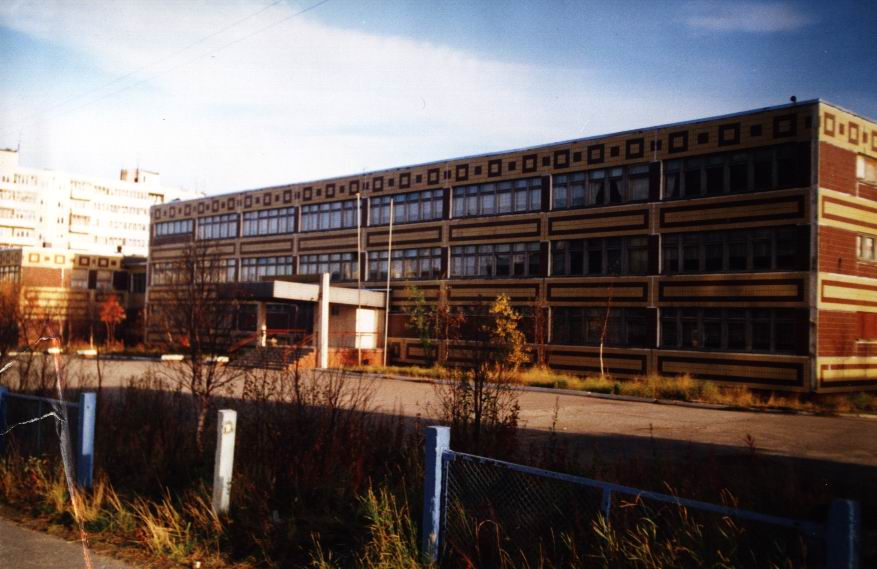
ムルマンスク市の第31小学校

2005年-2006年の新学期に188（内訳：公立幼稚園86校、公立保育園6校、公立小学校56校）の公共教育機関が稼動していた。2006年-2007年に4校の公立小学校が閉鎖されたなど、公立小学校の縮小化を計画実行した。少子化や他国・地域への人口流出がその原因だが、1990年代初めには学童がわずかしか在籍しない学校があったほどだ。さらに1980年代終わりには、3交代制（朝学年、昼学年、夜学年）で9学年同時並行で授業をした学校もあった。だが現在は殆どの学校が全日制（朝〜昼）である。
極夜により普通教育プロセスに影響を与えた。というのは医者からの要請により、12月から2月まで教育授業を2時間遅らせて始め、各授業5分短縮し、2月休暇を追加導入することになったからである。
専門職に就くための専門教育養成機関が35校存在する。内訳は高等学術機関5校、中等学術機関7校、初等専門学校7校、モスクワやサンクトペテルブルクの高等学術機関の分校が16校、現在約3万人の学生が学んでおり、そのうち半数はムルマンスク国立技術大学やムルマンスク国立教育大学に通っている。
高等教育機関として、ムルマンスク国立工科大学、ムルマンスク国立教育大学、ムルマンスク経済法科大学、ムルマンスク文科大学、ムルマンスク極地地理大学、ムルマンスク海洋単科大学などがある。
2017年9月1日、ナヒーモフ海軍学校ムルマンスク分校が開設された。

## 文化

### 博物館・美術館
ムルマンスク市には、ムルマンスク州立郷土博物館(1926年創設)と、ムルマンスク州立美術館(1989年にムルマンスク最古の石造建築物のうちの1室に開館)2つの州立博物館がある。また、沿革や活動を紹介する独自の博物館を所有する企業や機関もある。さらに市北部には、軍事資料・文献などの専門的学術的展示が多い北方海軍博物館。ムルマンスク市に隣接する閉鎖都市セヴェロモルスク市にある分室には、潜水艦K-21観光ツアー案内所がある。
原子力砕氷艦レーニンは、北極探検博物館とする博物館船となっている。

### 劇場
ムルマンスク市には3つのプロフェッショナルドラマ劇場が営業している。キーロフスク市から移転し1933年に開館されたムルマンスク州立人形劇場が最古である。またムルマンスク市最大の劇場は、1939年に開館されたムルマンスク演劇場である。1936年に設立された北方艦艇演劇場が、1939年にポリャールヌイ市から移転してきた。

### 映画館
ソ連時代末期には市内には7つの映画館が営業していて、さらにもう1つ建設されていた。1990年代の経済危機の煽りを受け、セーヴェルノエ・スィヤーニエ映画館、アヴローラ映画館、ウチョース映画館、ミール映画館は閉鎖された。残る3映画館のうち、ロージナ映画館やアトランティカ映画館が物品市場として占領された時代に、ムルマンスク映画館が唯一の映画館であったときがあった。しかし、徐々にこれら市場を追放していき、現在のロージナ映画館、アトランティカ映画館が通常通り営業された。2000年代に輸入センター「フォールム」の中に、クロンヴェルク映画館が開館された。

### スラヴ文字組織と文化の日
ムルマンスクの作家のお蔭で、その後国家のものとなった「スラヴ文化と民族文学の日(聖キリルとメフォージーの日)」という祝日が1986年5月24日に北極圏内の首都に誕生した。この後、ブルガリアはムルマンスクとその住民に対し謝意を表した証として、町にキリルとメフォージーの像を贈った。ブルガリア国民図書館にある像と全く同じに造られたその像は、ムルマンスク州立図書館に配置されている。町には全部で図書館が38箇所、文化宮殿が4箇所、クラブ公共施設が5箇所ある。

## 健康と保健
町には病院が18施設、医療診療所が72施設ある。2005年時点では、ムルマンスクにはロシア連邦の平均の1.5倍以上にあたる74人の医師がいる。
10,000人の市民に対し132.2台のベッド数があり、ロシアの平均値より約20%以上多い。
医療保障は比較的悪くないのにもかかわらず、罹病率はロシアの平均より少し高い。罹病率は1992年から2001年の10年間に亘って成長し続けており、2001年には開始当時と比較して25%増しになった。2002年からこの傾向は減少し始めたが、2004年時点では1997年時の罹病率の高さにまで低下していない。
町には、地域民のために救急医療機関の支援の発展、一般医療技術の普及、救急や医療の品質向上といった政策が、罹病率低下の目的として導引されている。

## 体育とスポーツ
ムルマンスクには296のスポーツ施設（スポーツ宮殿が2施設、スタジアムが2施設、プールが4施設、スキー場が6施設、カントリースキーセンターが2施設、軽アスレチック場が1施設、スポーツ場93施設）がある。町では50種以上のスポーツが紹介されている。中でも有名なスポーツクラブは、ムルマンスク市のサッカークラブ「セーヴェル」と、上級リーグホッケーチーム「アムヌグル」である。1934年3月から毎年、多目的スポーツ場「ドリーナウユータ」で冬季スポーツ祭典「プラーズニク・セーヴェラ」が開催される。

## 名所
出典：Достопримечательности Мурманска
ムルマンスクには、町の歴史が浅いのにもかかわらず、名所が少なからず配置されている。町の3地区内に、像と記念敷石が30体以上にも数え上げられる。中でも2つの建物は注目に値する。それが、大祖国戦争犠牲者の慰霊碑(通称：ムルマンスクのアリョーシャ)と事故死した漁師たちの像である。ムルマンスクのアリョーシャはロシアにある巨像のうちの一つである。オクチャーブリスキー地区のピャーチ・ウグローフ広場とレーニン大通りに名所の大部分が集中している。ここに町の中で最も高い建物である、16階建ホテル「アルクチカ」が配置されている。
一方、ムルマンスクで最初の像といえば、内政干渉犠牲者の碑である。レニンスキー地区の心臓になったのは、中央に噴水があるセミョーノフスコエ湖である。湖畔には世界で最北にあるムルマンスク水族館が配置されている。コラ湾とスパス・ナ・ヴァダフ寺院を越して建設された橋が、最近の町の特徴的な顔となった。
2013年6月28日、世界最北端のマクドナルドがムルマンスクにオープンした。

## ムルマンスク出身および在住経験がある有名人

### ムルマンスク生まれの有名人
- ニキータ・アレクセーエフ - プロホッケー選手(右FW)。
- インナ・ヴォルコーヴァ - 歌手、音楽ユニット「コリブラ」のメンバー。
- アルマズ・ギスメーエフ - 10連覇したキックボクシング世界チャンピオン、名誉スポーツマスター。
- アレクセイ・ゴーマン - 音楽家、歌手、国民芸術コンクール優勝者。
- イリーナ・コヴァレンコ - ロシア美人コンテスト2001の優勝者。世界美人コンテスト参加者。
- ヴラジーミル・コンスタンチーノフ - プロホッケー選手(DF)。1997年スタンリー杯所有者。3連覇世界チャンピオン(1986,1989,1990年)。
- ラリーサ・クルグローヴァ - 陸上競技界の名誉スポーツマスター。2004年アテネオリンピック銀メダリスト。
- セルゲイ・クリョーヒン - ミュージシャン、作曲家、俳優。
- イリーナ・マリギーナ - バイアスロンの名誉スポーツマスター。2006年混合リレー世界チャンピオン。
- ヴャチェスラフ・マリツェフ - 国際クラスのスポーツマスター。ウィンターサーフィン世界チャンピオン。
- パーヴェル・ナヴィコフ - 映画俳優。演劇俳優。
- タチヤーナ・パヴロフスカヤ - マリンスキー劇場所属オペラ歌手。
- セルゲイ・ロシュコフ - バイアスロンの名誉スポーツマスター。世界・欧州・ロシアコンテストのチャンピオン、複数受賞者。
- アレクセイ・セミョーノフ（Alexei Semenov） - アイスホッケーのプロ選手(DF)。
- アレクサンドル・スリコフ - ロシア連邦国家活動家。在ベラルーシロシア大使館非常兼全権大使。アルタイ州知事(1996-2004)。
- イリーナ・シェフチューク - 女優。ウクライナ共和国名誉女優。
- アヴラーム・シュムレーヴィチ - イスラエルの政治活動家。「ベアド・アルツェイヌ」運動のリーダー。

### ムルマンスク在住経験がある有名人
- アンナ・ボガーリー＝チトーヴェツ - バイアスロンの名誉スポーツマスター。世界・欧州・ロシアチャンピオン多数受賞者。
- ナターリヤ・ヴァルレイ - 映画女優。演劇女優。ロシア連邦名誉女優。
- ヴラジミール・カメンツェフ - ソ連漁業相(1979-1986)
- ヴラジーミル・クジミーン - ミュージシャン、歌手、作曲家。
- アンドレイ・ネクラーソフ - 作家、ユーモア小説「ヴルンゲル船長の冒険」の作者。
- ミハイル・プゴフキン - 映画俳優。演劇俳優。ソ連時代の国民的俳優。
- エヴゲーニー・ルージン(DJ グルーフ) - DJ、作曲家。
- ヴィリー・トカレフ - ミュージシャン、歌手、作曲家。

## 国際関係
| 国名         | 都市名                      | 締結年月日     |
| ------------ | --------------------------- | -------------- |
| オランダ     | フローニンゲン              | 1989年7月20日  |
| 米国         | ジャクソンビル (フロリダ州) | 1975年7月14日  |
| スウェーデン | ルレオ                      | 1972年3月26日  |
| ベラルーシ   | ミンスク                    | 1995年7月      |
| ポーランド   | シュチェチン                | 1993年4月8日   |
| フィンランド | ロバニエミ                  | 1962年4月23日  |
| ノルウェー   | トロムソ                    | 1972年7月10日  |
| ノルウェー   | ヴァドソー                  | 1973年4月30日  |
| アイスランド | アークレイリ                | 1994年10月14日 |

| 国名         | 施設         |
| ------------ | ------------ |
| スウェーデン | 総領事館分室 |
| ベラルーシ   | 大使館分室   |
| フィンランド | 総領事館分室 |
| ノルウェー   | 総領事館     |
| アイスランド | 名誉領事館   |

### 情報・照会
- ムルマンスク市庁
- ムルマンスク市営住宅事業
- ムルマンスク市の著名人
- ムルマンスク音楽サイト
- ムルマンスクに住む両親のためのサイト
- キーロフ名称州立文化宮殿のサイト

### ニュース
- ムルマンスク州情報サイト
- ムルマンスク・ビジネスニュース
- ムルマンスク・インフォメーション・エージェンシー
- ムルマンスクニュース
- 若者サイト
- ヴェチェールニ・ムールマンスク(州新聞)
- コムソモリスカヤ・プラウダ・ムルマンスク版
- ムールマンスク公報(州新聞)

### 掲示板・カタログ
- コムソモリスカヤ・プラウダ・ムルマンスク版
- ムールマンスク公報(州新聞)

### 写真
- ムルマンスクの歴史と写真
- ムルマンスク大写真美術館
- ムルマンスクに関するビデオクリップ

### 教育と科学
- ムルマンスク市とムルマンスク州の教育ポータルサイト
- ムルマンスク学生ポータルサイト

### 旅行
- 地形地図
- 町の詳細地図
- ムルマンスクのエンターテイメント
- ムルマンスク年代記
- ムルマンスクの天気

座標: 北緯68度58分 東経33度05分 / 北緯68.967度 東経33.083度